# IC 1896
IC 1896 ist eine Zwerggalaxie vom Hubble-Typ Sab im Sternbild Horologium am Südsternhimmel. Sie ist schätzungsweise 42 Millionen Lichtjahre von der Milchstraße entfernt und hat einen Durchmesser von etwa 10.000 Lj.
Das Objekt wurde am 5. Dezember 1899 von DeLisle Stewart entdeckt.